# Max & Ruby
Max & Ruby (OT: Max and Ruby) ist eine US-amerikanisch-kanadische Zeichentrickserie der Sender Nick Jr. und Treehouse TV. Die Serie basiert auf der Kinderbücherreihe Max and Ruby der Autorin Rosemary Wells und richtet sich vor allem an Vorschulkinder.

## Inhalt
Die Serie handelt von den Erlebnissen des unruhigen und entschlossenen dreijährigen Hasen Max und dessen siebenjähriger, ruhiger und schon sehr selbstständigen Schwester Ruby. Max sagt in jeder Folge nur 1–2 Sätze, isst lieber Küchlein und Süßigkeiten als Brot und Obst, spielt gerne mit seinen Spielsachen, aber auch mit Dreck und Würmern, zwar geht Max seiner großen Schwester Ruby manchmal auf die Nerven, doch meistens hört Max – wenn auch mit Widerwillen – auf das was seine Schwester sagt. Ruby spielt gerne mit ihren Puppen, schminkt sich, mag Blumen, und backt gerne, vor allem aber spielt sie am liebsten mit ihren Freundinnen Louise und Valerie, Teeparty, Tante Doktor usw., allerdings funkt ihr Max dabei oft etwas dazwischen. Die Folgen bestehen aus je drei Geschichten, wo Max und Ruby viele Abenteuer erleben, es zwar auch manchmal zu Konflikten zwischen den beiden kommt, die sie dann aber gemeinsam lösen.
Neben Rubys Freundinnen haben sowohl die Großmutter der Geschwister, wie auch der Nachbarsjunge Roger regelmäßig Auftritte.

## Produktion und Veröffentlichung
Die Serie wurde unter der Regie von Jamie Whitney und Steven Boeckler durch 9 Story Entertainment, Nelvana, Silver Lining Productions, Treehouse Originals und Nickelodeon Productions produziert. Die Musik komponierte Geoff Bennett.
Die Erstausstrahlung erfolgte ab dem 21. Oktober 2002 bei Nick Jr. in den USA und bei Treehouse TV in Kanada, insgesamt wurden sieben Staffeln gesendet. Die deutsche Erstausstrahlung fand ab dem 3. November 2003 auf dem Disney Channel statt. Seit dem Sendestart des deutschen Ablegers von Nickelodeon wird die Sendung im Programmfenster Nick Jr. und auch im Pay-TV auf Nick Junior gezeigt. In England und Irland wird die Serie auf den Ablegern Nick Jr. UK und Nick Jr. 2 präsentiert. In Finnland läuft die Serie auf dem Sender SubTV, in Holland auf KRO von NPO 3, in Schweden auf Kanal 5 und in Frankreich auf Nickelodeon France. Außerdem sind in den USA mehrere DVDs zur Serie erschienen.

## Synchronisation
| Rolle      | Englischer Sprecher                                                                                                 | Deutscher Sprecher                                        |
| ---------- | --- | --------------------------------------------------------- |
| Ruby       | Julianna Rose Mauriello (2002–2004) Samantha Morton (2002–2013) Rebecca Peters (2003–2012) Lana Carillo (2016–2019) | Jana Kilka (Staffel 1–3)                                  |
| Max        | Billy Rosemberg (2002–2013) Tyler Stevenson (2009) Julie-Ann Dean (2016–2019) Gavin MacIver-Wright (2016–2019)      |                                                           |
| Louise     | Julie Westwood (2002–2004) Julie Lemieux (2002–2019)                                                                | Lisa Mitsching                                            |
| Grandma    | Kay Hawtrey (2002–2019)                                                                                             |                                                           |
| Mr. Piazza | Jamie Watson (2002–2019)                                                                                            | Matthias Klages                                           |
| Valerie    | Loretta Jafelice (2002–2019) Alexis Walla (2003–2013)                                                               | Katharina Iacobescu (1. Stimme) Julia Stoepel (2. Stimme) |